# Пјетра Форчела
Пјетра Форчела је насеље у Италији у округу Катанија, региону Сицилија.
Према процени из 2011. у насељу је живело 230 становника. Насеље се налази на надморској висини од 685 м.